# Summer Saps
Summer Saps è un cortometraggio muto del 1929 diretto da Henry W. George, pseudonimo con il quale si firmava da regista il popolare attore britannico Lupino Lane, protagonista del film, una commedia dove recita a fianco del fratello Wallace.

## Produzione
Il film fu prodotto dalla Lupino Lane Comedy Corporation

## Distribuzione
Distribuito dalla Educational Film Exchanges, il film - un cortometraggio in due bobine - uscì nelle sale cinematografiche USA il 17 marzo 1929.
Copia della pellicola è ancora esistente.